# Зморшки

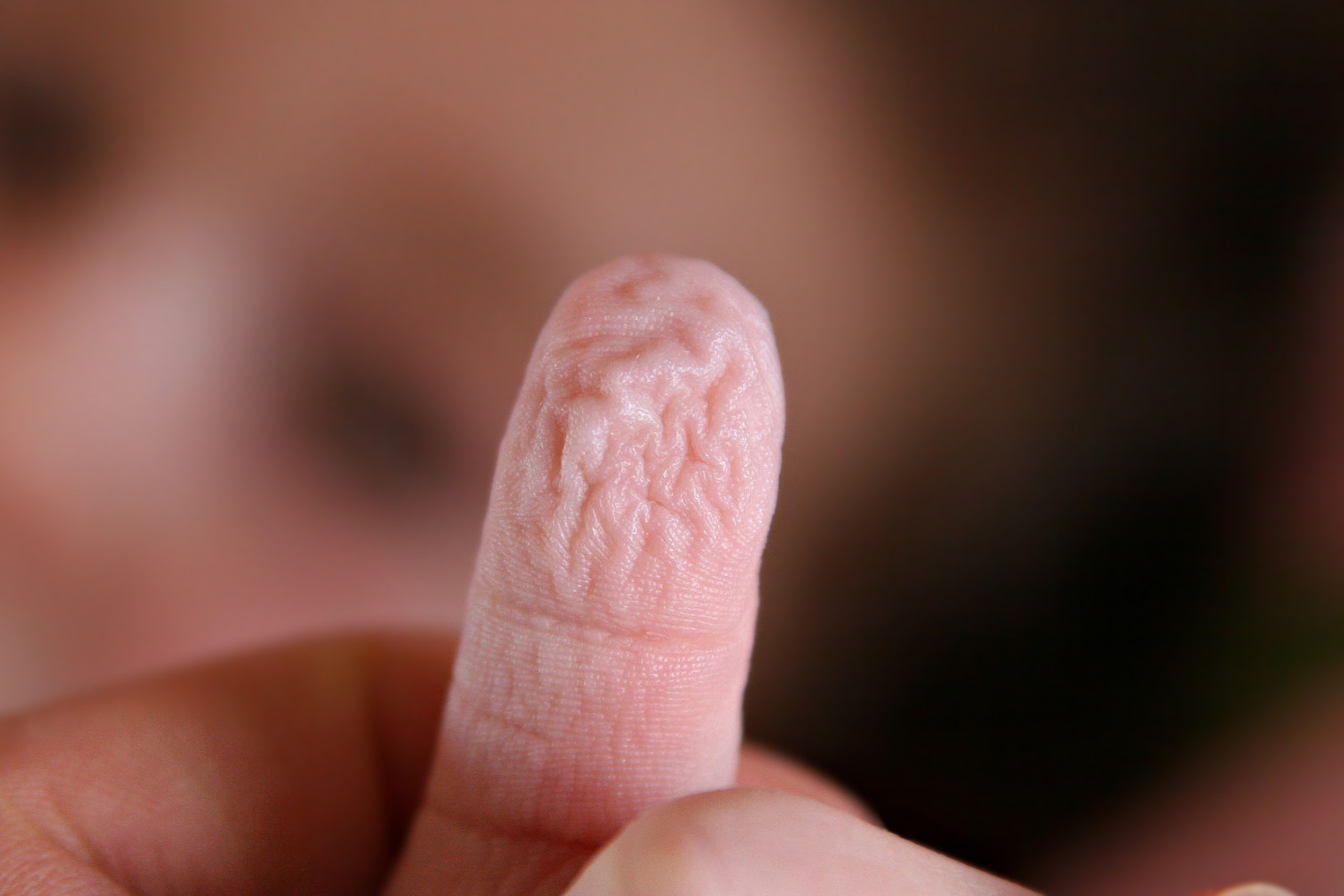
Зморшки на пальці, який тримали у воді 15 хвилин

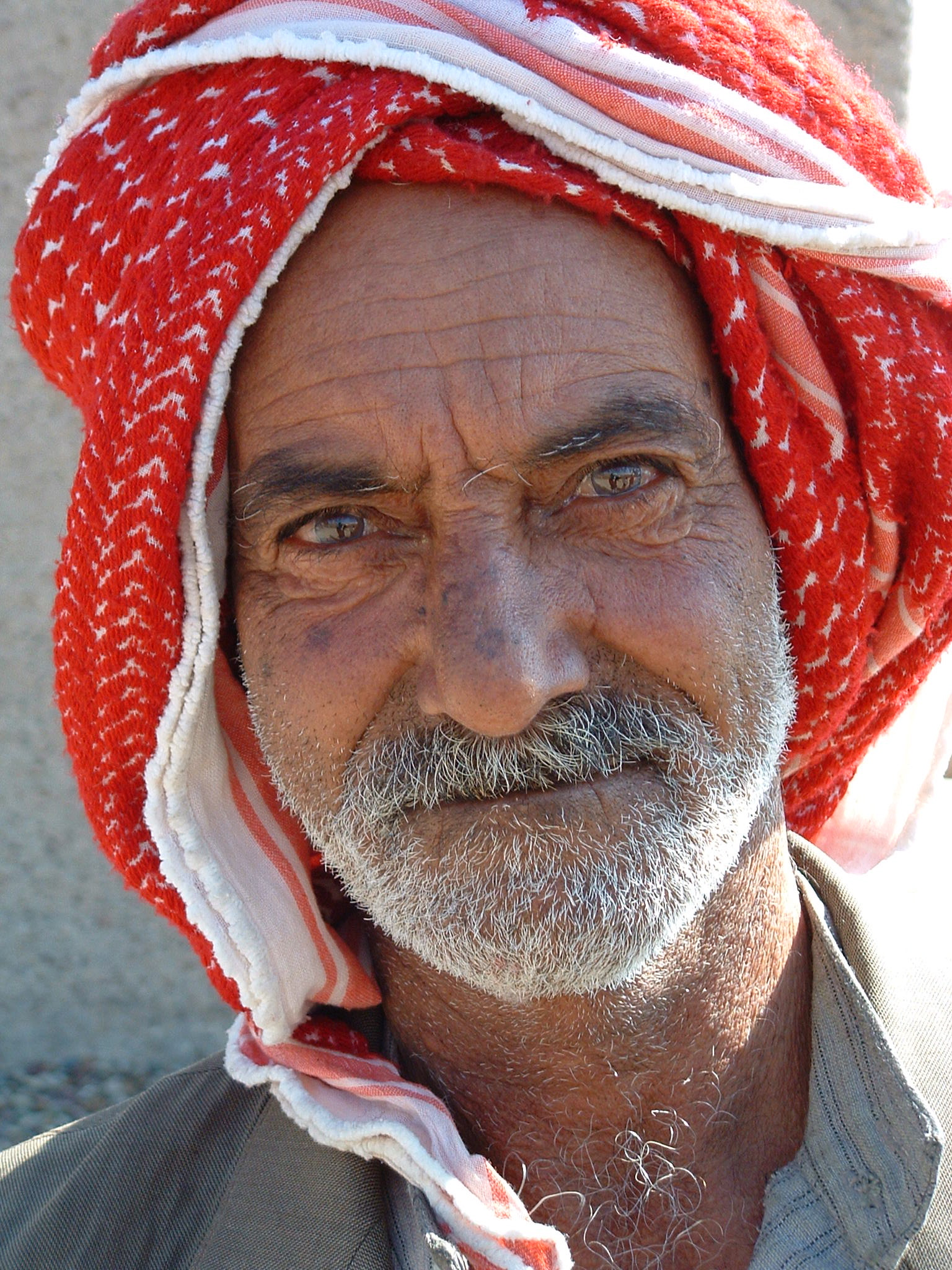
Вікові зморшки

Змо́ршки —  це борозенки та складки шкіри, що виникають на обличчі, шиї, руках та інших ділянках тіла, які з'являються у результаті розриву та пошкоджень сполучних еластичних волокон колагену та еластину — двох найважливіших складових шкіри людини.

## Види зморшок
- Вікові зморшки — це результат природних процесів, що відбуваються в організмі. З віком шкіра втрачає еластичність, перестає утримувати вологу, порушуються обмінні процеси, що призводить до змін поверхневих шарів шкіри, і появі дрібних і великих зморшок.

- Мімічні зморшки — це результат частого скорочення м'язів при розмові, звички мружитись, плакати або сміятись.[1]

## Причини появи зморшок
До причин появи зморшок відносяться:
- мімічні звички

Зморшки викликають різні мімічні звички: зморщування чола, примруження очей (зазвичай на сонці); манера сміятися також сприяє утворенню зморшок; у деяких осіб сміх викликає різке скорочення всіх лицьових м'язів.
Передчасна поява зморшок спостерігається також при неправильному положенні голови під час сну[джерело?]. Багато людей сплять, високо підкладаючи під голову подушки; голова при цьому схиляється на груди, а на шиї і підборідді утворюються зморшки.
Зморшки можуть з'явитися також при інтенсивному зниженні маси тіла. Розтягнута шкіра не може швидко скоротитися, вона відвисає, покривається зморшками.
- вікове старіння шкіри

Вже на третьому десятку років життя зморшки є наслідком розпочатого вікового в'янення шкіри. Між 30 та 40 роками кількість зморшок значно зростає і досягає максимуму до 55-60 років. Шкіра у літніх людей втрачає свою щільність та пружність; внаслідок потоншення підшкірної жирової клітковини, переродження та загибелі еластичних волокон вона розтягується і опускається; при цьому різко виступають виличні кістки, чітко виявляються носогубні складки, збільшується обсяг підборіддя, шиї, потилиці.
- зловживання декоративною косметикою

Чимало дівчат з гарною шкірою зловживають частим умиванням та припудрюванням лиця. А часте застосування пудри висушує шкіру і створює умови для утворення зморшок.
- природні чинники

Чималу роль у розвитку зморшок у молодих людей відіграють різні зовнішні впливи: тривале перебування на сонці та вітрі, температурні коливання повітря, його надлишкова сухість або вологість; тривале перебування у задушливих, задимлених приміщеннях (пасивне куріння).
- перенесені захворювання

Інфекційні, хронічні захворювання, порушення нервової та ендокринної систем, жіночі, шлунково-кишкові захворювання послаблюють опірність організму, знижують пружність шкіри, та вона починає зморщуватися.